# فالديمار كوستا نيتو
فالديمار كوستا نيتو هو سياسي برازيلي، ولد في 11 أغسطس 1949 في موجي داس كروزيز في البرازيل. نشط حزبياً في Democratic Social Party ‏. وقد انتخب النائب الاتحادي لساو باولو ‏.